# Çalıköy
Çalıköy ist ein Dorf im Landkreis Tavas der türkischen Provinz Denizli. Çalıköy liegt etwa 60 km südwestlich der Provinzhauptstadt Denizli und 16 km westlich von Tavas. Çalıköy hatte laut der letzten Volkszählung 569 Einwohner (Stand Ende Dezember 2010).